# زوتاکسا
زوتاکسا (انگلیسی: Zootaxa)، یک ژورنال علمی تحت داوری همتاست که برای آرایه‌شناسان حیوانی از ۲۰۰۱ میلادی توسط انتشارات ماگنولیا پرس (آوکلند، نیوزیلند) منتشر می‌شود.